# Região de Planejamento das Serras
A Região de Planejamento das Serras é uma das 32 Regiões de Planejamento do Estado do Maranhão. A Serra Negra é a principal desses acidentes geográficos na região, com suas várias ramificações. 
Instituída pela Lei Complementar 108 de 21/11/2007, a Região de Planejamento está situada no Centro Oeste do Estado e é formada por 05 municípios.
Grajaú é a maior cidade como também a cidade-polo.

## A Região
A Região de Planejamento das Serras é formada pelos seguintes municípios:
- Arame
- Formosa da Serra Negra
- Grajaú
- Itaipava do Grajaú
- Sítio Novo

## Educação
Quanto à instituições de ensino superior, a região conta com um campus da Universidade Estadual do Maranhão (através do CESGRA - Centro de Estudos Superiores de Grajaú),  um campus da Universidade Federal do Maranhão  e um campus do Instituto Federal de Educação, Ciência e Tecnologia do Maranhão, todos situados no município de Grajaú.